# 믄타와이날다람쥐
믄타와이날다람쥐(Iomys sipora)는 다람쥐과에 속하는 설치류의 일종이다. 인도네시아의 토착종이다. 믄타와이 제도(시푸라와 북 파가이)에서만 알려져 있다. 자연 서식지는 해발 500m 이하의 저지대 열대 일차림이다. 서식지 감소로 위협을 받고 있다.